# Medardo Joseph Mazombwe
Medardo Joseph kardinál Mazombwe (24. září 1931, Chundamira - 29. srpna 2013, Lusaka) byl zambijský římskokatolický kněz, bývalý arcibiskup Lusaky, kardinál.

## Biografie
Kněžské svěcení přijal 4. září 1960. V listopadu 1970 byl jmenován biskupem diecéze Chipata. Biskupské svěcení přijal 7. ledna 1971. Trvale usiloval o katechezi a vzdělání ve víře, podílel se na založení Východoafrické katolické univerzity v Nairobi (v roce 1984). Dne 30. listopadu 1996 ho papež Jan Pavel II. jmenoval arcibiskupem Lusaky. Ve svém veřejném působení celoživotně bojoval o odpuštění dluhů nejchudším zemím. Byl předním znalcem této problematiky a opakovaně vystoupil na řadě mezinárodních konferencí. 
V roce 2006, po dovršení kanonického věku, odešel na odpočinek.
Papež Benedikt XVI. oznámil 20. října 2010 jeho jmenování kardinálem, které bylo dovršeno na konzistoři 20. listopadu téhož roku. Stal se tak prvním a dosud jediným kardinálem Zambie.